# دهستان احمد سرگوراب
دهستان احمد سرگوراب نام دهستانی در شهرستان شفت، استان گیلان در ایران بود. براساس سرشماری مرکز آمار ایران در سال ۱۳۸۵، جمعیت آن ۱۲۹۸۸ نفر (۳۲۵۳ خانوار) بود.
اکنون این دهستان به بخش تبدیل شده است.